# Новая Деревня (Липецкая область)
Но́вая Дере́вня — деревня Липецкого района Липецкой области. Центр Новодеревенского сельсовета.

## Население
| 2010 | 2012  |
| ---- | ----- |
| 2226 | ↗2358 |

## История
Возникла не позднее начала XIX века. По данным 1862 года — казённая деревня Архангельская (или Новая деревня), 4 двора.
Название получила как новое селение среди соседних, которые возникли намного раньше.
В советское время в Новой Деревне был основан совхоз «Красный колос». Сегодня ОГУП «Красный колос», прописанный в Новой Деревне, занимается животноводством (вопреки названию).
В 1,5 км юго-западнее Новой Деревни в 1925—1931 годах существовала деревня Афанасовка из переселенцев села Казинка.

## Спортивная жизнь
Жители поселка активно занимаются физической культурой и спортом. В 2010 году была воздвигнута хоккейная площадка и футбольный стадион. Футбольная команда «Колос» уже много лет достойно представляет весь Липецкий район на областных и межобластных соревнованиях.